# Auscultação
Auscultação é o termo técnico para a escuta dos sons internos do corpo,  normalmente usando um estetoscópio; é  baseado no  de verbo latino auscultare "escutar ". A auscultação é executada com a finalidade de examinar o sistema circulatório e sistema respiratório (sons do coração e sons da respiração), como também o sistema de gastro-intestinal (sons do intestino).

## História

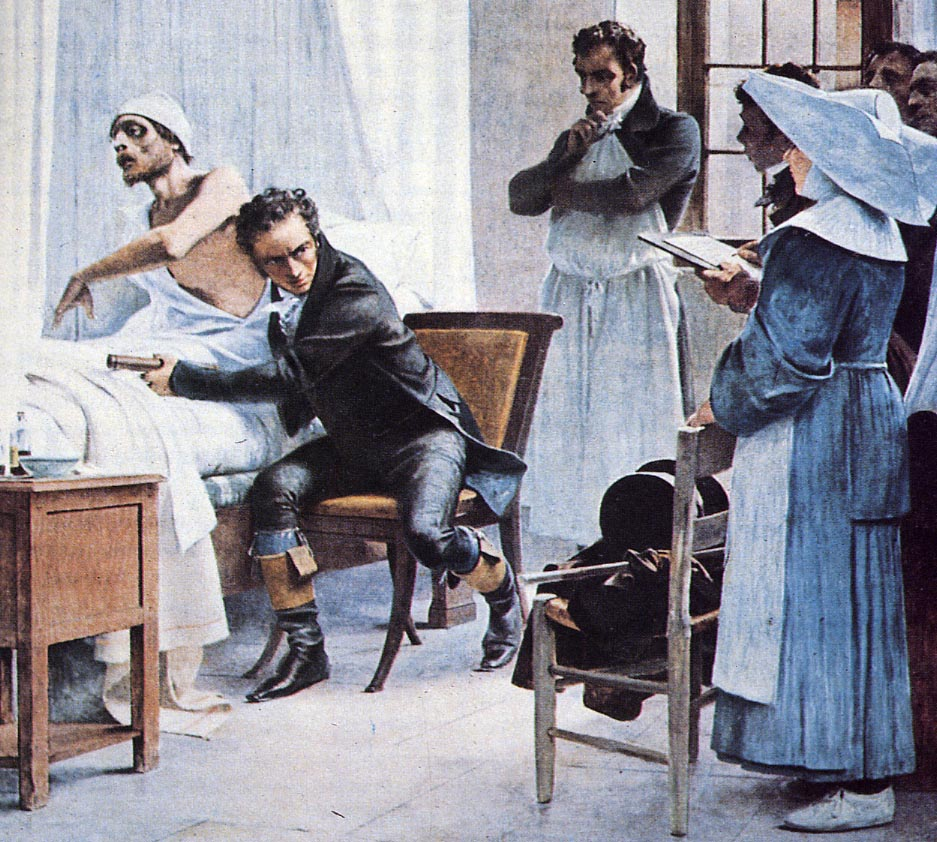
Laennec ascultando um paciente.

O termo técnico foi inventado por René-Théophile-Hyacinthe Laënnec, um médico francês, porém o ato de escutar sons de corpo para propósitos diagnósticos, tem sua origem há muito tempo, possivelmente já no Antigo Egito. A contribuição de Laënnec era documentar o procedimento e achados pertinentes formalmente no seu livro " De l'auscultation médiate ", publicado em 1819. A contribuição de Laënnec para o campo foi mais adiante, não só na documentação de achados clínicos, mas também na invenção do dispositivo requerido na forma do primeiro estetoscópio, um trompete de madeira que lhe permitiu escutar os pacientes femininos sem ter que colocar suas orelhas nos peitos.  
Estetoscópios eletrônicos podem aumentar e podem melhorar a qualidade auditiva de auscultação e pode tornar mais fácil a diferenciação dos sons. Desenvolvido no início do anos 60, um estetoscópio eletrônico feito por Francis Andries voou na Space Shuttle em 1970. O estetoscópio eletrônico também permite registrar sons e transmissões com  finalidades tele-medicinais, ou diagnoses remotas.

## Técnica

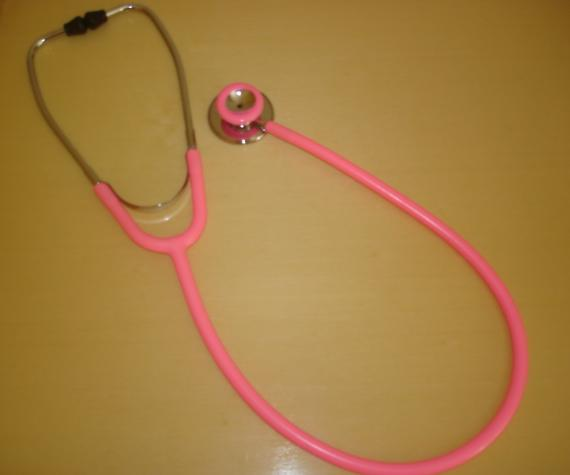
Estetoscópio

A auscultação é uma habilidade que requer experiência clínica significativa, e habilidades de escuta muito boas. Os médicos e demais profissionais escutam três órgãos principais / sistemas de órgãos durante a auscultação: o coração, pulmões e o sistema de gastrointestinal. Ao auscultar o coração, procura-se por sons anormais inclusive murmúrios cardíacos, galopes e outros sons extras que coincidem com as batidas. Ao escutar os pulmões, respiração ofegante e crepitações podem ser identificadas. O sistema de gastrointestinal é auscultado para notar a presença de sons intestinais.